# Stavanger
Stavanger ( ? i  escolteu-ne la pronunciació en noruec) és una ciutat i municipi de Noruega, la tercera zona urbana i àrea metropolitana més poblada d'aquest país i la capital administrativa del comtat de Rogaland. De fet, el municipi és el quart més poblat de Noruega amb una població de 132.644 habitants (2016). Situada al sud-oest de Noruega, Stavanger fou fundada oficialment l'any 1125, l'any en què fou completada la catedral de Stavanger. Al nucli antic de la ciutat hi ha cases de fusta del segle xix que estan protegides i que són considerades com a part del patrimoni cultural de la ciutat. Aquest fet ha provocat que el centre de la ciutat mantingui un caràcter de poble petit amb una proporció rarament elevada d'habitatges unifamiliars, i tanmateix ha promogut el creixement significatiu de les zones perifèriques de Stavanger.
El ràpid creixement de la població de la ciutat a finals del segle xx fou causat principalment pels bons resultats de la indústria petroliera a alta mar. De fet, avui en dia aquesta indústria és clau per a la regió de Stavanger i la ciutat és àmpliament coneguda com la capital petroliera de Noruega. L'empresa més gran dels països nòrdics, l'energètica noruega Statoil, té la seu a Stavanger. A la s'hi troben múltiples institucions educatives d'educació superior, i la principal d'aquestes és la Universitat de Stavanger.
A la ciutat també hi ha instal·lacions militars nacionals i internacionals, com ara un centre de guerra conjunta de l'Organització del Tractat de l'Atlàntic Nord. Altres establiments internacionals, i especialment les branques locals estrangeres de les companyies de petroli i gas, contribueixen en l'increment de la població estrangera a la ciutat. De fet, els immigrants representen l'11,3% de la població de Stavanger. La ciutat té des de principis de la dècada del 2000 una taxa d'atur significativament inferior a la mitjana de Noruega i d'Europa. El 2011 la taxa d'atur va ser inferior del 2%. La ciutat és freqüentment present en diverses llistes de ciutats cares a escala mundial, i Stavanger fins i tot ha estat classificada com la ciutat més cara del món per certs índexs.
Stavanger és servida per l'aeroport de Stavanger-Sola, que ofereix vols a les ciutats de la majoria dels principals països europeus, així com un nombre limitat de vols xàrter intercontinentals. L'aeroport va ser nomenat com l'aeroport regional més puntual d'Europa per flightstats.com Arxivat 2012-06-18 a Wayback Machine. el 2010.
Cada dos anys, Stavanger organitza l'Offshore Northern Seas (ONS), que és la segona exhibició més gran d'exposicions i conferències del sector energètic de Noruega. El festival de menjar Gladmat també es duu a terme cada any i és considerat un dels principals festivals de menjar d'Escandinàvia. Stavanger també és coneguda per ser una de les agrupacions culinàries més importants del país. La ciutat va ser la Capital Europea de la Cultura del 2008.

## Etimologia
La forma en nòrdic antic del nom era Stafangr. L'origen d'aquest nom s'ha debatut durant dècades, i la interpretació més acceptada és que originalment era el nom de la badia que ara es diu Vågen, que era el lloc on es trobava la ciutat ciutat, a la costa est.
El primer element del nom és el stafr que significa "personal" o "branca". Això podria referir-se a la forma del fiord, o potser també a la forma de la muntanya de Valberget (Staven que significa "el personal", és un nom comú entre les muntanyes escarpades i altes de Noruega). L'últim element és angr que significa "braç de mar, badia'. Davant de la mar del Nord, Stavanger sempre ha estat econòmicament dependent del seu accés al mar.

## Història

### Antiguitat

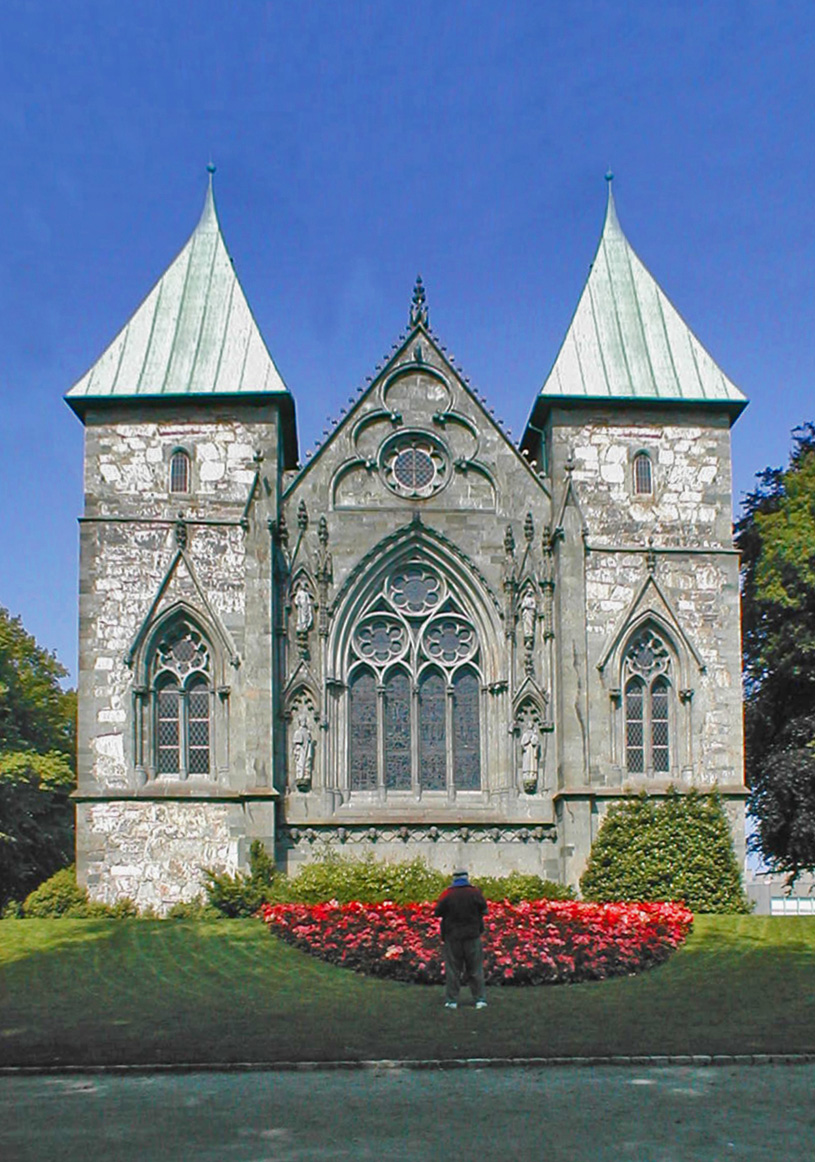
La catedral de Stavanger, la més antiga de Noruega.

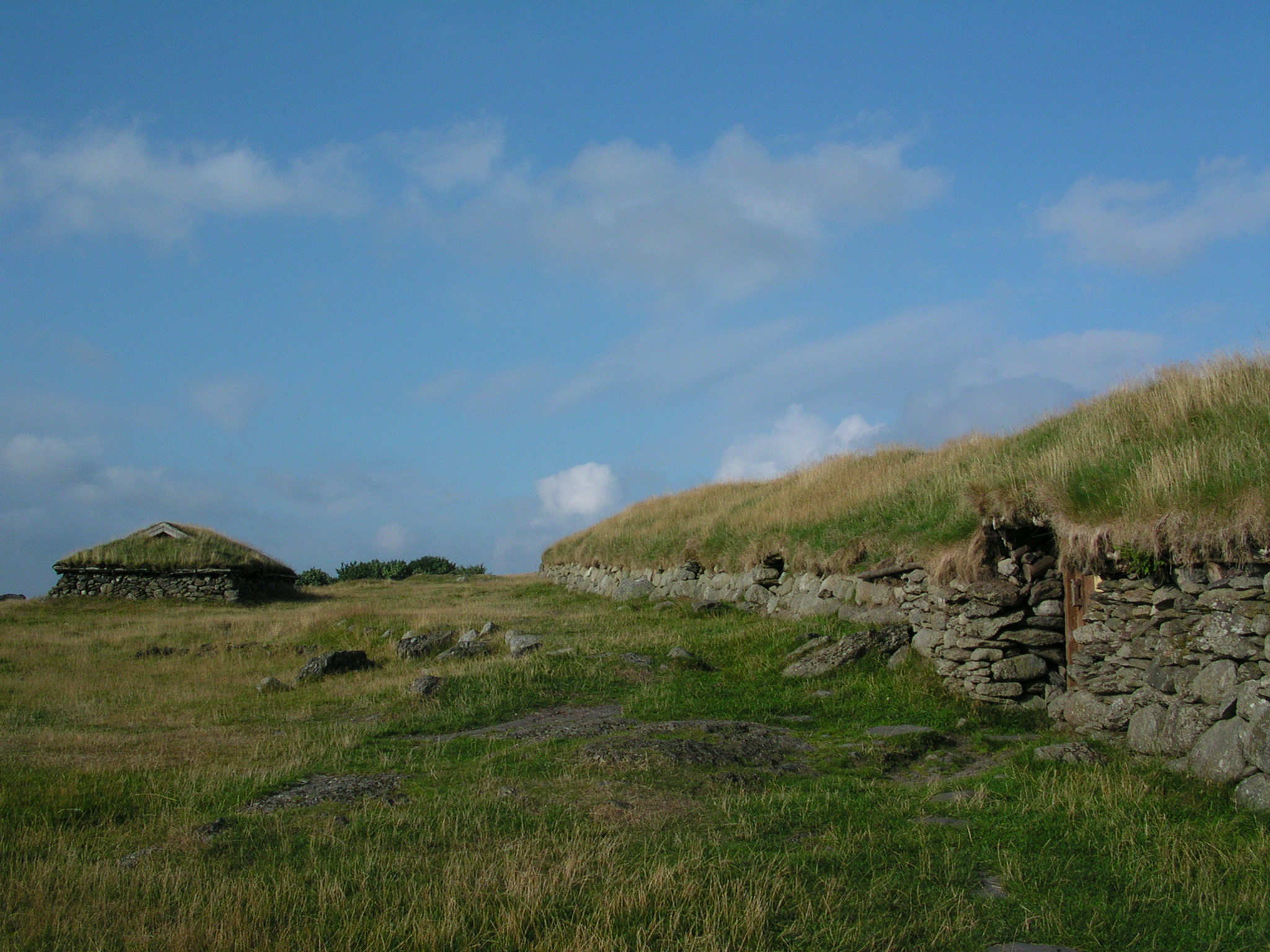
Granja de l'edat de Ferro

Els primers vestigis d'assentaments a la regió de Stavanger provenen dels dies en què el gel es va retirar després de l'última edat de gel fa 10.000 anys. Diversos historiadors han argumentat de manera convincent que la zona de Stavanger era un centre econòmic i militar que es remunta als segles IX i X amb la consolidació de la nació a la batalla de Hafrsfjord al voltant de l'any 872. Stavanger es va convertir en un centre d'administració de l'església i una ciutat comercial important del sud-oest de la costa del país al voltant de 1100-1300.
Stavanger va ser una important població abans de la seva condició de ciutat (1125), quan es va establir el bisbat de Stavanger als anys 1120. El bisbe Reinald, probablement nascut a Winchester, Anglaterra, es creu que va començar la construcció de la catedral de Stavanger (Stavanger Domkirke) al voltant de 1100. Es va acabar al voltant de 1125, i la ciutat de Stavanger fou fundada oficialment aquell any.
Amb la reforma protestant el 1536, el paper de Stavanger com a centre religiós va declinar, i l'establiment de Kristiansand a principis del segle xvii va portar a la re-ubicació del bisbat. No obstant això, la creació de riques pesqueries d'arengada al segle xix van donar una nova vida a la ciutat.
La història de la ciutat és una alternança contínua entre els auges i les recessions. Durant llargs períodes les seves indústries més importants van ser la navegació, la construcció naval, la indústria d'envasament de peix i els subcontractistes associats.

### Fundació del municipi
Stavanger es va establir com a municipi l'1 de gener de 1838. L'1 de gener de 1867, una petita àrea del municipi de Hetland (població: 200) va ser traslladada a la ciutat de Stavanger. De nou, l'1 de gener de 1879, una altra àrea de Hetland (població: 1.357) es va transferir a Stavanger. D'altra banda, l'1 de gener de 1906, la ciutat de nou va annexar una altra àrea de Hetland (població: 399). L'1 de juliol de 1923, per quarta vegada, una part de Hetland (població: 3.063) es va traslladar a la ciutat. Finalment, l'1 de juliol de 1953, una altra porció de Hetland (població: 831) va ser traslladada a Stavanger.
A la dècada del 1960, la tasca del comitè de Schei va fomentar moltes fusions municipals a tota Noruega. Com a resultat d'això, l'1 de gener de 1965, la ciutat de Stavanger (població: 51.470) es va fusionar amb els municipis veïns de Madla (població: 6.025) i el que quedava del municipi de Hetland (població: 20.861).

### Segona Guerra Mundial

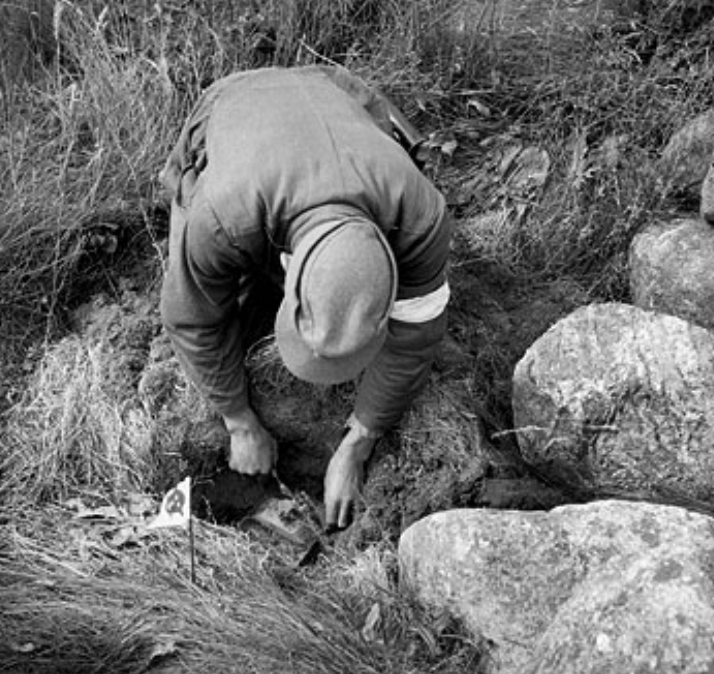
Un presoner de guerra alemany desactivant explosius a Stavanger l'agost del 1945.

Durant la Segona Guerra Mundial, el 9 d'abril de 1940 l'aeroport de Sola va ser atacat per sis caces alemanys Messerschmitt Bf 110, poc abans de les 8 del matí. El bombardeig a la ciutat va durar una hora, quan els avions de càrrega van enviar paracaigudistes (fallschirmjäger). El tinent Thor Tangvold, que va ordenar la defensa de l'aeroport, es va rendir a les 10h. Immediatament després, entre 200 i 300 avions alemanys van aterrar a la ciutat.
A les 12:30, els primers soldats alemanys van arribar a Stavanger. La ciutat va ser conquistada pacíficament: a la tarda, l'estació de policia, l'oficina de correus, el telègraf i el port estaven sota control alemany. Diversos homes van fugir quan van arribar les tropes per unir-se a les files de la resistència.
Al final de la guerra, al 8 de maig de 1945, abans de deixar tornar els alemanys, aquests van ser obligats a desactivar les 180 camps de mines de Rogaland.
Tres persones van ser executades a Rogaland condemnades per alta traïció després de la guerra: Reidar Haaland, el 17 d'agost de 1945; Hans Jakob Skaar Pedersen, el 30 de març de 1946; i Holger Tou Jr, el 30 de gener de 1947.

### Capital del petroli

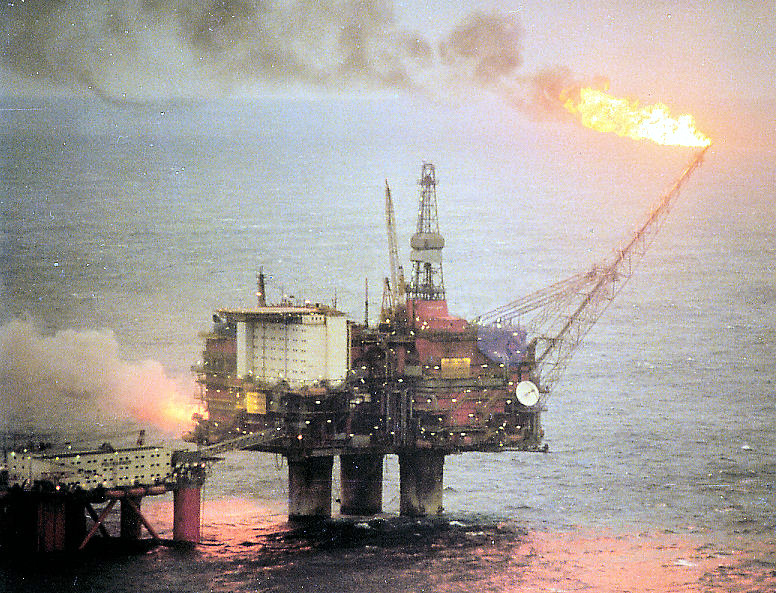
La indústria petroliera és la columna vertebral de l'economia de Stavanger.

El 1969, un nou boom va començar quan va ser descobert petroli per primera vegada al mar del Nord. Després de molta discussió, Stavanger va ser triat per ser el centre terrestre per a la indústria del petroli al sector noruec del mar del Nord, i el corresponent i seguit període de creixement agitat.
Al març de 1965 es va signar un acord entre Noruega i el Regne Unit sobre la distribució de la plataforma continental al principi de la línia mitjana. Aquest mateix any es va signar un acord similar entre Noruega i Dinamarca. De fet, va ser dissenyat un règim jurídic per a l'exploració de petroli. La primera ronda de llicències a la plataforma continental noruega es va anunciar el 13 d'abril de 1965, i a l'agost d'aquest mateix any, el govern va atorgar 22 llicències per a 78 blocs per companyies petrolieres o grups d'empreses. La llicència de producció va donar a les companyies petrolieres els drets exclusius d'exploració, perforació i producció en una àrea geogràfica definida durant un període determinat en una quota anual.
Esso va ser la primera companyia petroliera per iniciar l'extracció de petroli davant la costa de Noruega. La plataforma de perforació flotant semisumergible Ocean Traveler va ser remolcada des de Nova Orleans a Noruega, i el vaixell va començar a perforar el 19 de juliol de 1966, al bloc 8/3, a uns 180 quilòmetres (110 milles) al sud-oest de Stavanger. Actualment la companyia petroliera més gran de la ciutat és Statoil.

## Escut d'armes
Hallvard Trætteberg (1898-1987), un destacat especialista en heràldica, va ser l'encarregat de dissenyar l'escut d'armes oficial de Stavanger, una obra que es va perllongar des de finals de la dècada del 1920 fins que va ser aprovat l'11 d'agost de 1939. El seu disseny també s'utilitza com a bandera i segell. De fet, l'escut d'armes es basa en un segell que data del 1591. Mostra una branca de planta enfiladissa (Vitis vinifera). El perquè d'aquest tipus de branca representada a l'escut d'armes ha estat molt debatut. El significat original i la representació de la plana segueix sent desconegut.

## Geografia

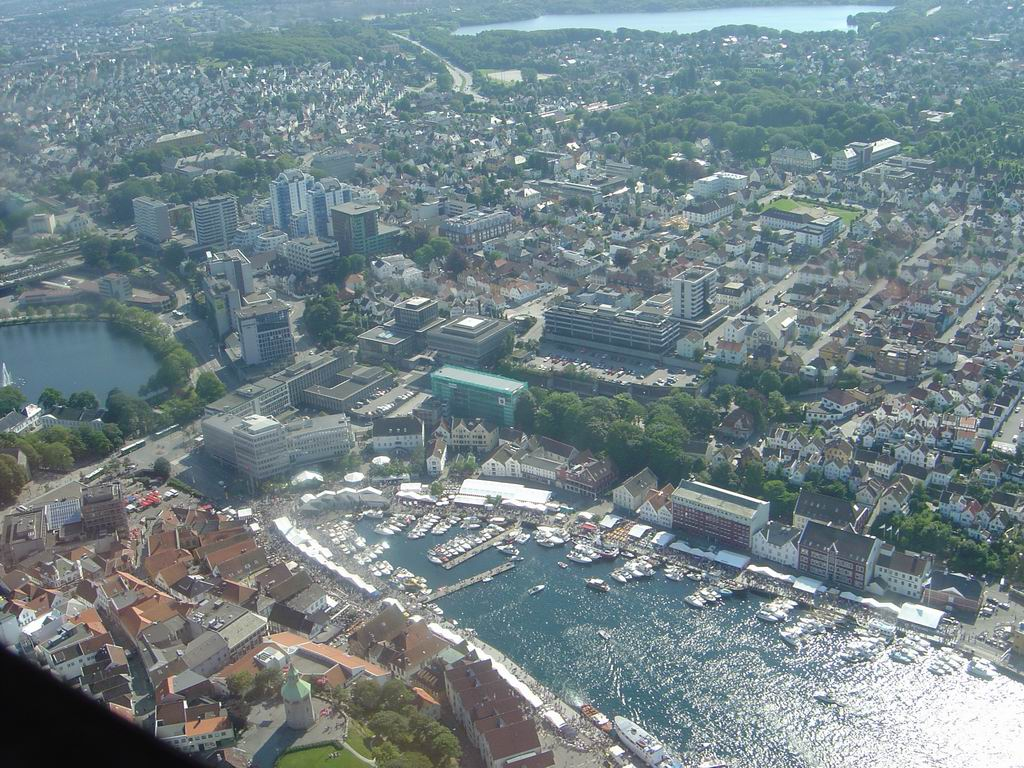
Vista aèria de Stavanger. El llac Mosvatnet s'aprecia a la vora superior de la imatge.

El municipi de Stavanger està situat a la costa del mar del Nord, amb el fiord de Bokna que s'endinsa al nord-est del municipi. Els fiords de Byfjorden i Gandsfjorden transcorren al llarg del costat est de la ciutat. Stavanger es troba al nord de la baixa regió geogràfica de Jæren, una zona plana que consisteix principalment d'aiguamolls, sorra i pedres que baixen des del riu d'Ogna, que és la part més septentrional de Stavanger. La major part del municipi es troba entre 0 i 50 msnm. El paisatge té un aspecte distintiu amb les roques i els turons boscosos o amb agricultura. La ciutat de Stavanger està estretament lligada al mar i l'aigua, amb diversos llacs i tres fiords; el mar i l'aigua formen el paisatge, proporcionant una costa rica en vegetació i la fauna.

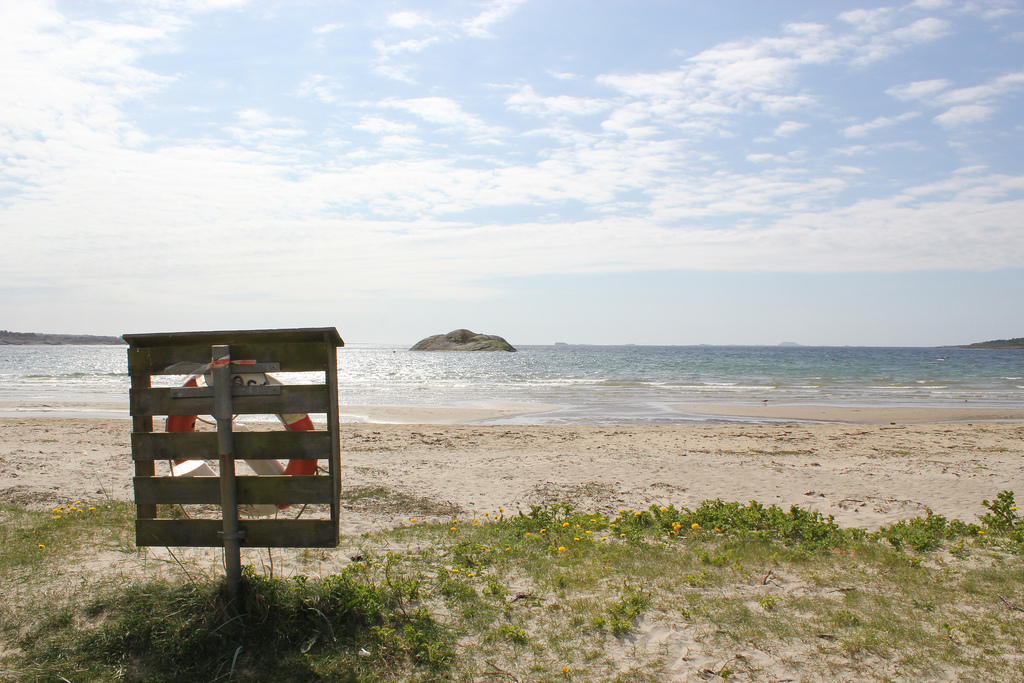
Una platja de Stavanger.

El terreny és de baixa altitud: el 49% de la superfície és inferior a 20 metres sobre el nivell del mar, mentre que només el 7% de la terra és superior als 60 metres. El punt més alt de Stavanger és a 139 metres d'altura, el Jåttånuten, i el segon és Ullandhaug amb 136 metres d'altitud. La ciutat inclou moltes illes de la costa davant la costa.

### Clima

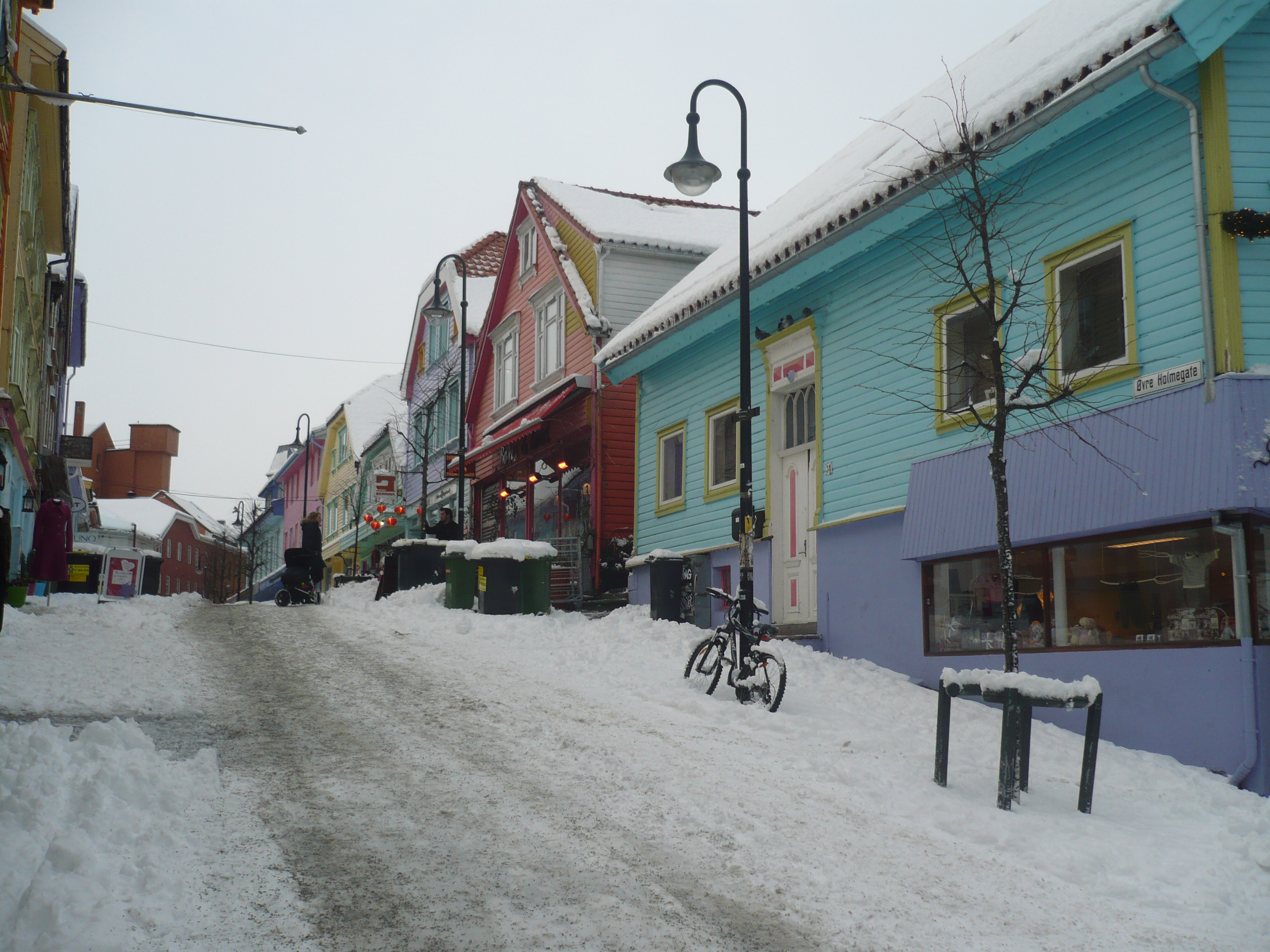
Vista d'un carrer del centre històric després d'una nevada. A l'hivern sol nevar-hi una o dues vegades, ja que la influència del corrent del Golf sobre la ciutat és molt gran.

Stavanger té un clima típicament oceànic, el qual fa que les temperatures siguin suaus tot l'any, amb mitjanes mensuals per sobre dels 0 °C. La ciutat rep abundants precipitacions, però per sota de la mitjana de l'oest de Noruega. Per la seva situació geogràfica, Stavanger es troba molt exposat a les tempestes de la mar del Nord durant els mesos de tardor i fins al mes de gener. Els hiverns són suaus i amb escasses precipitacions en forma de neu, i a l'estiu la temperatura es troba per sobre de la mitjana nacional. Les temperatures a l'hivern poques vegades són inferiors als -4 °C i a l'estiu és estrany que se superin els 24 °C.
El clima de la costa del nord del districte de Jæren, en la qual es troba Stavanger, és més càlid del normal per les seves condicions geogràfiques a causa del corrent del Golf. Per tant, tot i que Stavanger està situat a la mateixa latitud que l'extrem sud de Groenlàndia, gaudeix d'un clima molt més benigne.
La temperatura mitjana anual de Stavanger és de 7,4 °C i la precipitació mitjana és de 1.180 mm. Aquestes xifres mitjanes són el resultat de mesuraments efectuats anualment durant el període comprès del 1961 al 1990.
Al dia més llarg de l'any, durant l'època estival, es fa de dia a la 1:00 de la matinada, i el sol roman al cel fins a les 23:00, quan cau la nit. A l'hivern, durant el dia més curt de l'any, el sol es mostra només des de les 9:00 del matí fins a les 16:00.
| Dades climàtiques a Stavanger                        | Dades climàtiques a Stavanger | Dades climàtiques a Stavanger | Dades climàtiques a Stavanger | Dades climàtiques a Stavanger | Dades climàtiques a Stavanger | Dades climàtiques a Stavanger | Dades climàtiques a Stavanger | Dades climàtiques a Stavanger | Dades climàtiques a Stavanger | Dades climàtiques a Stavanger | Dades climàtiques a Stavanger | Dades climàtiques a Stavanger | Dades climàtiques a Stavanger |
| Mes                                                  | gen                           | febr                          | març                          | abr                           | maig                          | juny                          | jul                           | ag                            | set                           | oct                           | nov                           | des                           | anual                         |
| ---------------------------------------------------- | ----------------------------- | ----------------------------- | ----------------------------- | ----------------------------- | ----------------------------- | ----------------------------- | ----------------------------- | ----------------------------- | ----------------------------- | ----------------------------- | ----------------------------- | ----------------------------- | ----------------------------- |
| Màxima rècord °C (°F)                                | 12.6 (54.7)                   | 11.0 (51.8)                   | 15.2 (59.4)                   | 21.2 (70.2)                   | 25.1 (77.2)                   | 29.0 (84.2)                   | 29.3 (84.7)                   | 31.2 (88.2)                   | 24.9 (76.8)                   | 20.2 (68.4)                   | 13.8 (56.8)                   | 10.5 (50.9)                   | 31.2 (88.2)                   |
| Màxima mitjana °C (°F)                               | 2.6 (36.7)                    | 2.8 (37)                      | 5.2 (41.4)                    | 8.8 (47.8)                    | 13.5 (56.3)                   | 16.4 (61.5)                   | 17.4 (63.3)                   | 17.6 (63.7)                   | 14.4 (57.9)                   | 11.0 (51.8)                   | 6.5 (43.7)                    | 3.9 (39)                      | 5.5 (41.9)                    |
| Mitjana diària °C (°F)                               | 1.0 (33.8)                    | 0.8 (33.4)                    | 2.6 (36.7)                    | 5.5 (41.9)                    | 9.8 (49.6)                    | 12.8 (55)                     | 14.1 (57.4)                   | 14.4 (57.9)                   | 11.8 (53.2)                   | 8.8 (47.8)                    | 4.9 (40.8)                    | 2.4 (36.3)                    | 7.4 (45.3)                    |
| Mínima mitjana °C (°F)                               | −0.9 (30.4)                   | −1.4 (29.5)                   | 0.4 (32.7)                    | 2.6 (36.7)                    | 6.6 (43.9)                    | 9.5 (49.1)                    | 11.0 (51.8)                   | 11.4 (52.5)                   | 9.2 (48.6)                    | 6.5 (43.7)                    | 2.9 (37.2)                    | 0.4 (32.7)                    | 4.8 (40.6)                    |
| Mínima rècord °C (°F)                                | −17.8 (0)                     | −12.6 (9.3)                   | −9.7 (14.5)                   | −5.1 (22.8)                   | −0.5 (31.1)                   | 2.3 (36.1)                    | 5.5 (41.9)                    | 6.7 (44.1)                    | 2.7 (36.9)                    | −1.5 (29.3)                   | −7.5 (18.5)                   | −13.5 (7.7)                   | −17.8 (0)                     |
| Precipitació mitjana mm (polzades)                   | 94 (3.7)                      | 63 (2.48)                     | 81 (3.19)                     | 52 (2.05)                     | 73 (2.87)                     | 82 (3.23)                     | 98 (3.86)                     | 119 (4.69)                    | 166 (6.54)                    | 163 (6.42)                    | 160 (6.3)                     | 122 (4.8)                     | 1.273 (50,12)                 |
| Mitjana de dies de pluja                             | 14                            | 10                            | 13                            | 10                            | 11                            | 11                            | 11                            | 14                            | 17                            | 18                            | 19                            | 16                            | 164                           |
| Mitjana de dies de gelada                            | 16                            | 17                            | 15                            | 9                             | 1                             | 0                             | 0                             | 0                             | 0                             | 3                             | 9                             | 14                            | 86                            |
| Humitat relativa mitjana (%)                         | 76                            | 74                            | 71                            | 69                            | 69                            | 74                            | 76                            | 75                            | 78                            | 80                            | 78                            | 79                            | 74.9                          |
| Mitjana mensual d'hores de sol                       | 48                            | 79                            | 140                           | 168                           | 226                           | 222                           | 197                           | 159                           | 141                           | 80                            | 45                            | 33                            | 1.538                         |
| Font #1: Norwegian Meteorological Institute - eKlima |                               |                               |                               |                               |                               |                               |                               |                               |                               |                               |                               |                               |                               |
| Font #2: Weatherbase                                 |                               |                               |                               |                               |                               |                               |                               |                               |                               |                               |                               |                               |                               |

### Parcs

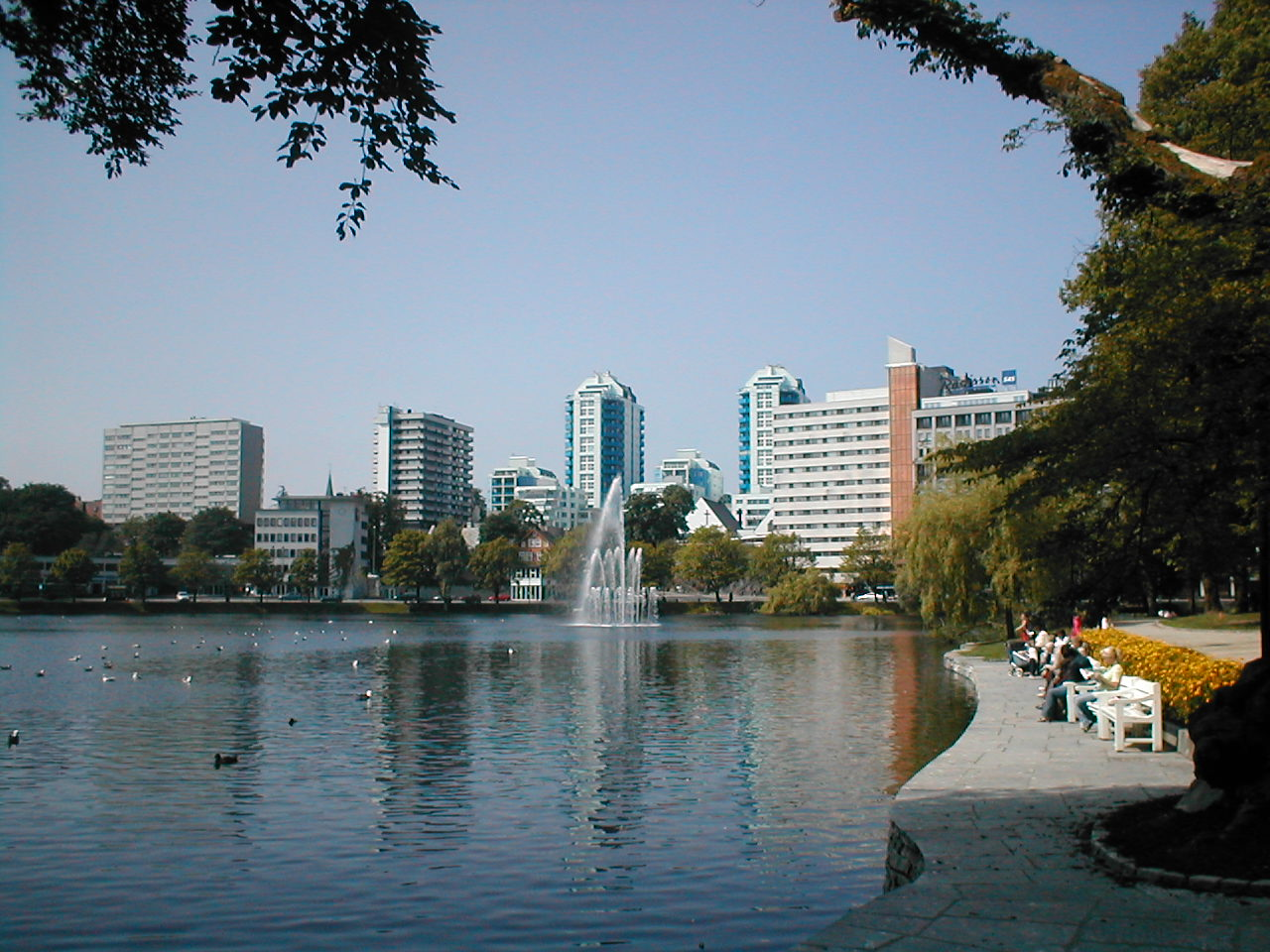
El llac Breiavatnet, envoltat d'un parc.

Hi ha diversos parcs i espais verds al municipi de Stavanger, tant a la ciutat com més enllà. Al centre de la ciutat hi ha un llac que està al seu torn envoltat pel parc més gran de la ciutat, el primer parc urbà de la ciutat construït entre el 1866 i el 1868. Un altre parc destacat prop d'aquest és el jardí de Kielland, així com, a l'extrem oposat del llac de la ciutat, hi ha un petit parc fora de l'estació anomenat Emigració, que és un regal dels emigrants noruecs als Estats Units, en commemoració dels homes i dones d'ascendència noruega que van construir Amèrica.
Bjergstedparken, un parc al nord del nucli antic de Stavanger, és la ubicació de Bjergsted, un centre de música, incloent la sala de concerts de Stavanger, i les seves àrees a l'aire lliure que s'utilitzen sovint per a festivals i concerts. El parc Missing, construït en honor de Lars Missing, està situat al turó a la banda oest del port, i forma l'entrada des del sud cap al nucli antic.
Fora del centre de la ciutat hi ha grans llacs interiors, dels quals el Mosvatnet és el tercer més gran amb de 0,46 quilòmetres quadrats. El llac va subministrar l'aigua potable de la ciutat del 1863 al 1931, i actualment és, de llarg, la zona d'oci més utilitzada a Stavanger. El camí al voltant del llac és de 3,2 quilòmetres, i és molt utilitzat pels ciclistes i corredors; un mostreig realitzat el 1995 va mostrar que un estimat de 560.000 persones van utilitzar la pista de caminar al voltant del Mosvatnet. Un altre llac, Stora Stokkavatnet, fa 2,19 quilòmetres quadrats i és el més gran de Stavanger. Just al costat del Stora Stokkavatnet hi ha el petit Litla Stokkavatnet, de 0,15 quilòmetres quadrats. La ruta de senderisme al voltant de tots els llacs és de 8,2 quilòmetres. El llac Store Stokkavatnet va subministrar aigua potable a Stavanger entre el 1931 i el 1959. El 2009 va ser relegat un cop més, i actualment és permès de nedar a l'aigua.

## Districtes

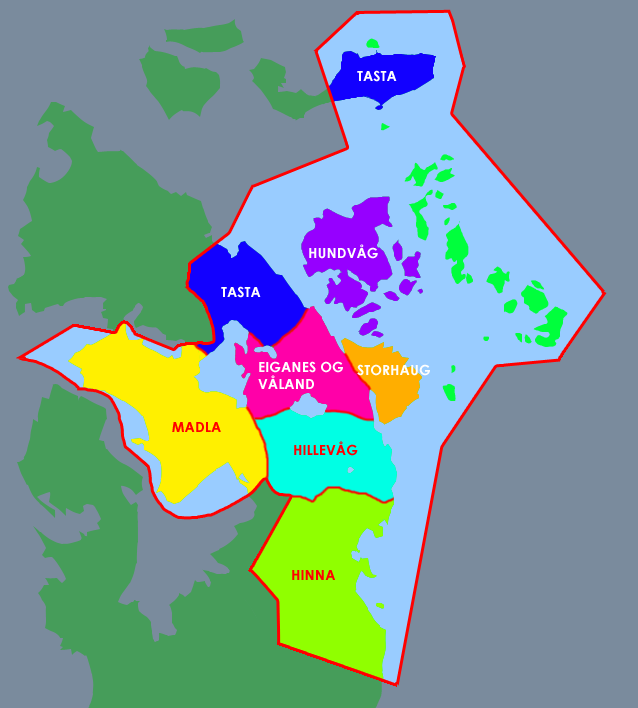
Els districtes de Stavanger.

Stavanger està dividida en set districtes (bydeler en noruec). Cadascun d'ells té un consell de ciutadans encarregat d'informar dels problemes o necessitats del seu districte a l'ajuntament, i la seva capacitat per prendre decisions és molt limitada. No obstant això, hi ha algunes zones de la ciutat (en blau fluix al mapa de la dreta) que no són part de cap districte administratiu. A causa de la particular configuració de la zona, bona part de la ciutat està assentada en illes, la majoria d'elles connectades mitjançant ponts.
- Hundvåg
- Tasta
- Eiganes og Våland
- Madla
- Storhaug
- Hillevåg
- Hinna

### Barris
La ciutat també està dividida en diversos barris tradicionals: Byhaugen, Old Stavanger, Bekkefaret, Bergjeland, Eiganes, Forus, Gausel, Godeset, Indre Tasta, Jåtten, Johannes, Kampen, Kvalaberg, Kvernevik, Madlamark, Nylund, Øyane, Paradis, Stokka, Sunde, Tjensvoll, Ullandhaug, Våland, Varden, Vaulen, i Ytre Tasta.

## Demografia

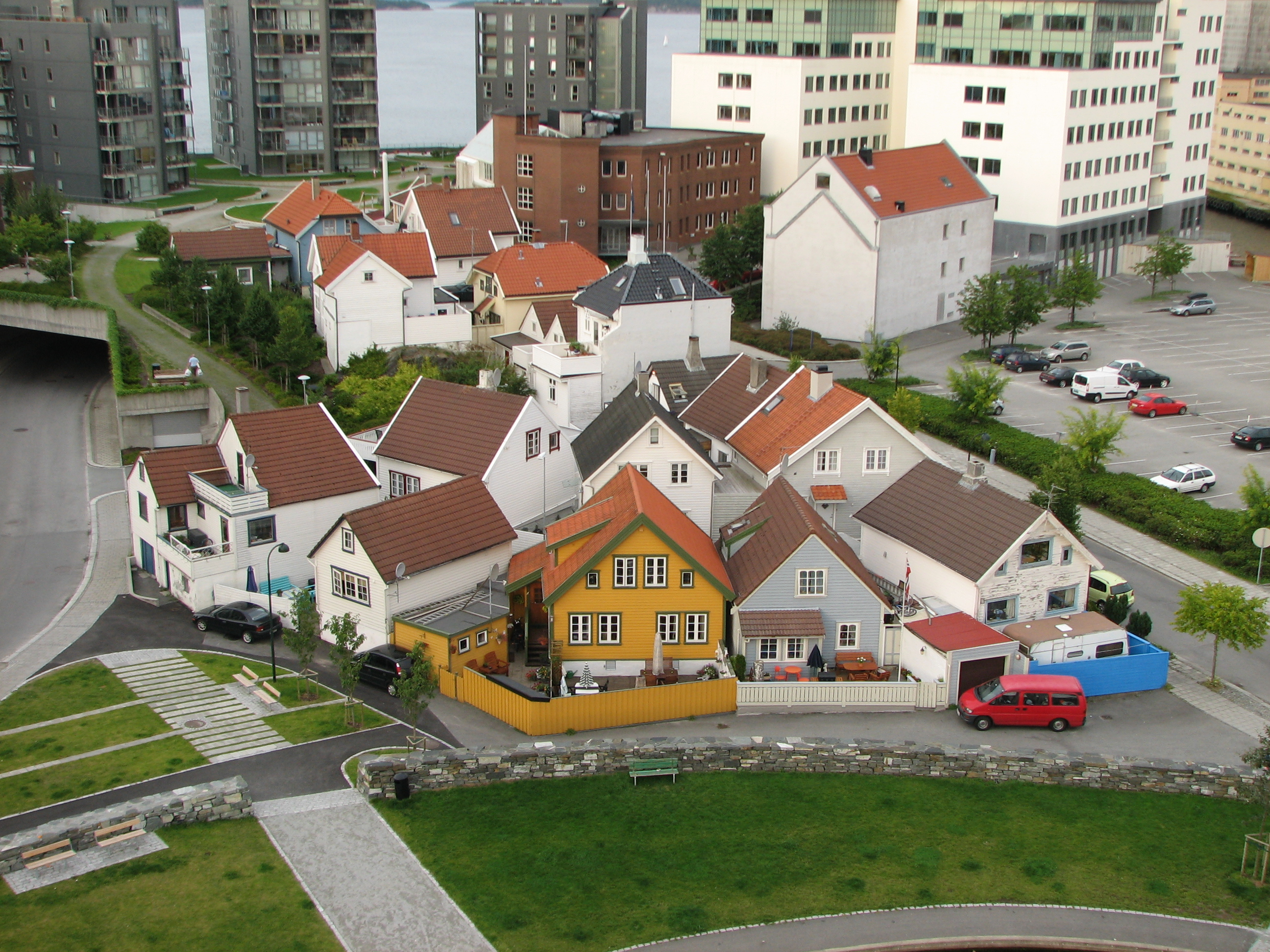
La població de Stavanger es distribueix de manera molt irregular. A la ciutat hi ha àmplies zones de cases, però també, sobretot als afores, hi ha habitatges molt més grans.

Stavanger és la quarta ciutat més gran de Noruega, amb una població de 132.644 habitants (1 de gener de 2016) d'acord amb les dades de l'Oficina Central d'Estadístiques de Noruega, però en la seva àrea metropolitana hi viuen 275.814 persones, que la converteix en la tercera aglomeració més gran del país per davant de Trondheim i per darrere de Bergen. En total, a la regió de Stavanger hi resideixen al voltant de 300.000 persones.
| 1951   | 1961   | 1971   | 1981   | 1991   | 2001    | 2006    | 2011    | 2016    |  |
| 50.617 | 52.656 | 81.847 | 90.687 | 98.180 | 108.848 | 115.157 | 123.850 | 132.644 |  |

## Política

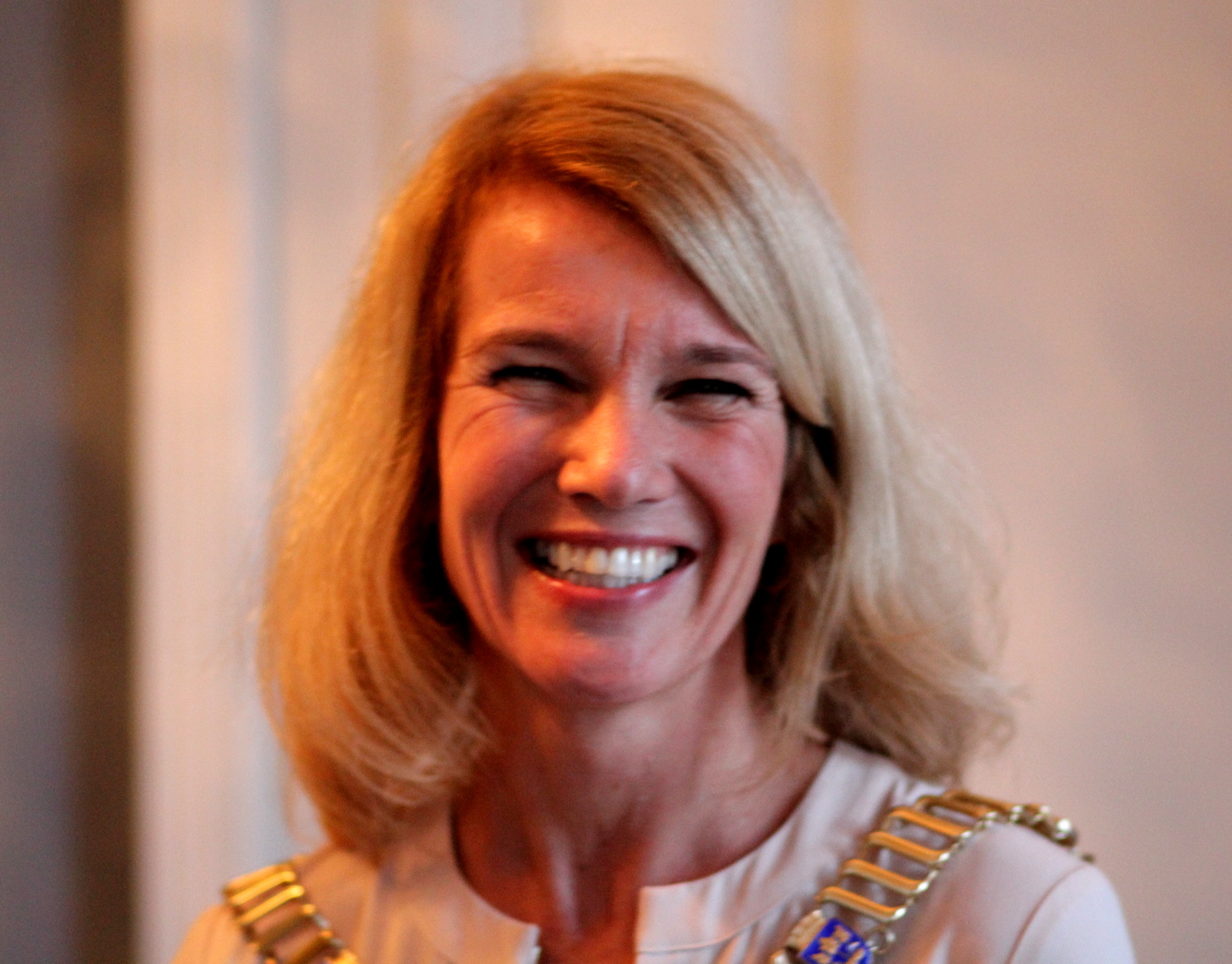
L'actual alcaldessa de la ciutat, Christine Sagen Helgø.

L'ajuntament de Stavanger està format per 67 representats que s'escullen democràticament cada quatre anys. Des del 1995, any en què fou investit alcalde Leif Johan Sevlan, la ciutat està governada pel Partit Conservador, congut com a Høyre (H). No obstant, en les últimes eleccions municipals de 2015, el Partit Conservador va perdre 4 representats, encara que no fos l'únic que en perdés, ja que el Partit Laborista (Ap) i el Partit del Progrés (FrP) també en van perdre. Actualment l'alcaldessa de la ciutat és la conservadora Christine Sagen Helgø.
| Període   | Nom                       |
| --------- | ------------------------- |
| 1990-1993 | Tore Nordtun (Ap)         |
| 1993      | Brit Egaas Røen (Ap)      |
| 1994-1995 | Leif Måsvær (KrF)         |
| 1995-2011 | Leif Johan Sevland (H)    |
| 2011-     | Christine Sagen Helgø (H) |

| Partit polític | Partit polític                                | Representants |    |
| -------------- | --------------------------------------------- | ------------- | -- |
|                | Partit Conservador (Høyre)                    | 19            |    |
|                | Partit Laborista (Arbeiderpartiet)            | 18            |    |
|                | Partit del Progrés (Fremskrittspartiet)       | 7             |    |
|                | Partit Liberal (Venstre)                      | 6             |    |
|                | Partit Democristià (Kristelig Folkeparti)     | 4             |    |
|                | Partit Verd (Miljøpartiet De Grønne)          | 4             |    |
|                | Partit Socialista (Sosialistisk Venstreparti) | 3             |    |
|                | Folkeaksjonen nei til mer bompenger           | 3             |    |
|                | Partit de Centre (Senterpartiet)              | 1             |    |
|                | Partit Roig (Rødt)                            | 1             |    |
|                | Partit dels Pensionistes (Pensjonistpartiet)  | 1             |    |
| Total          | Total                                         | 67            | 67 |

## Economia

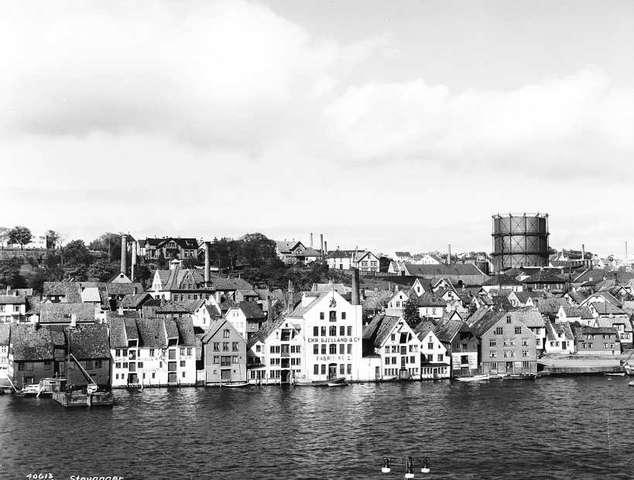
Fàbriques de conserves a principis del.

L'economia de la ciutat està centrada principalment en la indústria del petroli, i és la seu de la companyia Statoil. Tot i que en el passat la indústria més important de la ciutat va ser la conservera, dedicada a l'arengada, ja no hi ha fàbriques dedicades a aquesta indústria, ja que l'última va tancar l'any 2002. Malgrat això, es va destinar una d'aquestes fàbriques a un museu de la història conservera per mantenir aquesta tradició.
La ciutat té una de les taxes d'atur més baixes de tot Europa, situada en l'1%.
Des de principis de segle xxi Stavanger sempre ha tingut una taxa d'atur per sota del 5% (igual que el comtat de Rogaland), però cal ressenyar que en la dècada del 2010 aquesta taxa no ha superat el 2% mantenint-se per sota de la mitjana comtal i estatal.

### Turisme

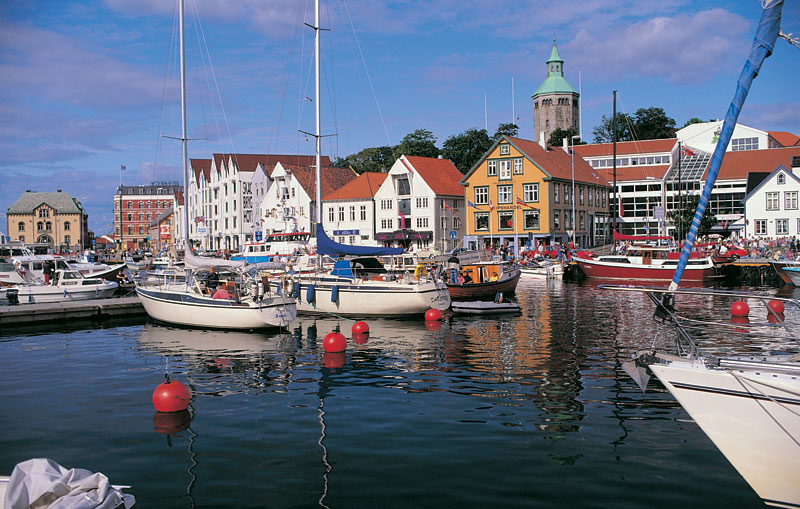
El port de Stavanger.

Stavanger és una destinació turística molt popular, sobretot a l'estiu. Els hotels de la ciutat tenen una bona ocupació tot l'any a causa d'una gran quantitat de passatgers que viatgen per treballar a Stavanger. Als últims anys, Stavanger també s'ha convertit en un dels ports més populars d'escala per creuers, que actualment van en augment constant, per la qual cosa Stavanger és un dels ports de major creixement a Europa de creuers del nord de la Mediterrània. El 2009, 99 vaixells i 146.000 passatgers van passar per la ciutat, i el 2010, un total de 111 creuers amb prop de 175.000 passatgers van visitar la ciutat.
Un dels atractius turístics més importants de Stavanger no es troba dins de la ciutat sinó als afores: es tracta del Preikestolen, un massís rocós que treu el cap sobre el fiord de Lyse i que ofereix unes magnífiques vistes del fiord i la regió.

## Transport

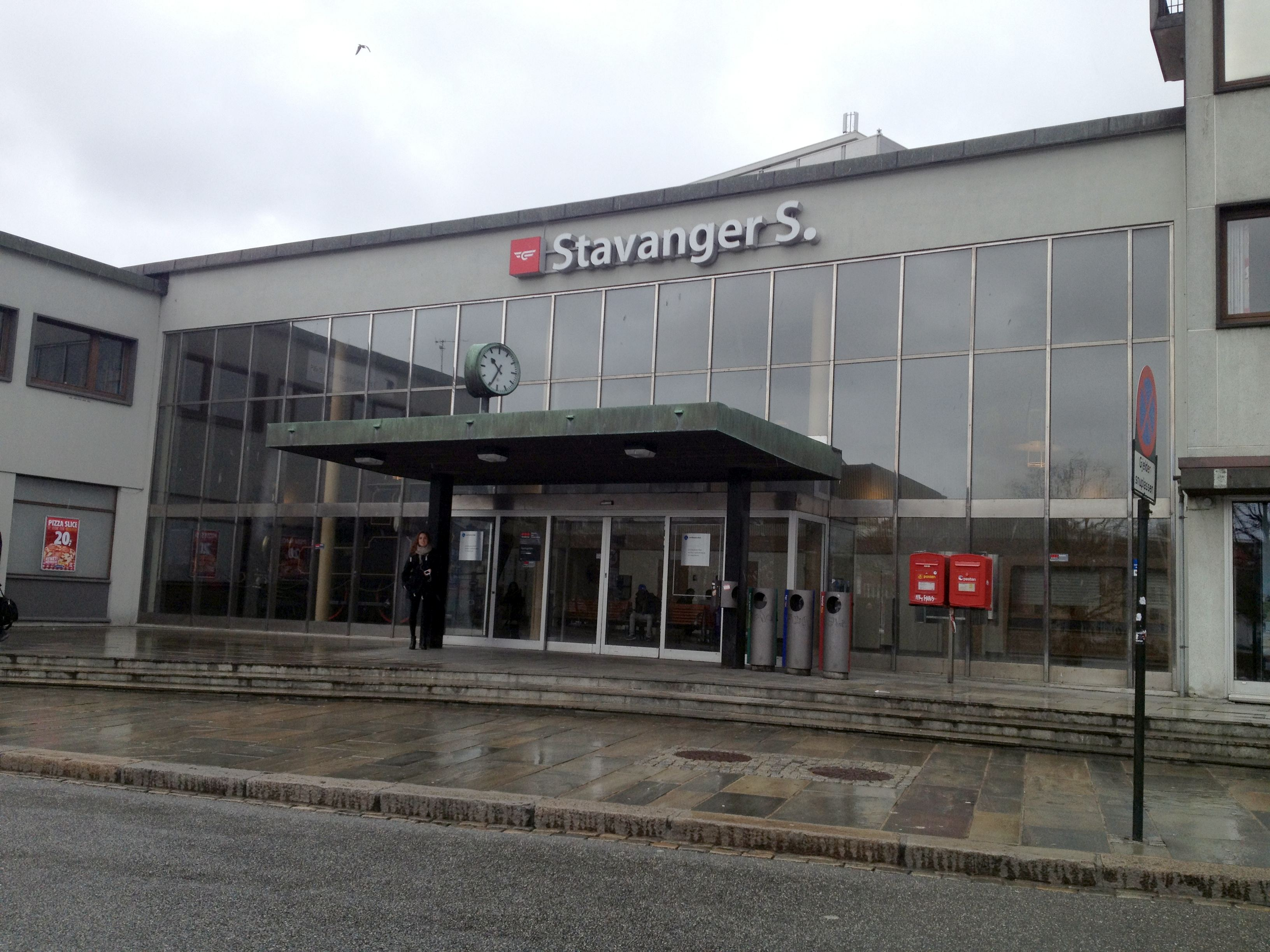
Estació de ferrocarril de Stavanger.

L'aeroport de Stavanger-Sola, es troba a Sola, a 14 minuts del centre de la ciutat. L'aeroport es va obrir el 1937. El 1940 es va obrir un altre aeroport, però es va tancar el 1989. El 2013 van passar per l'aeroport de Sola més de 4 milions de passatgers i va ser el l'aeroport més transitat del comtat de Rogaland. També és el tercer aeroport més gran de Noruega i el setè dels països nòrdics. La ruta més transitada és cap a l'aeroport d'Oslo-Gardermoen, amb més d'1,5 milions de passatgers; el segon més popular és l'aeroport de Bergen-Flesland, amb més de 700.000 passatgers; l'aeroport d'Oslo-Torp és la tercera més popular, seguit per l'aeroport de Trondheim-Værnes i l'aeroport de Kristiansand-Kjevik, a escala nacional. A escala internacional, les rutes més transitades són cap a Copenhaguen, Amsterdam, i Aberdeen. Stavanger també té connexions amb destinacions nacionals i europees, com Londres, Berlín, París, Barcelona, Estocolm, Varsòvia. Les destinacions nacionals van des de Tromsø a Kristiansand. L'aeroport també ofereix rutes intercontinentals a Cancún i Phuket.

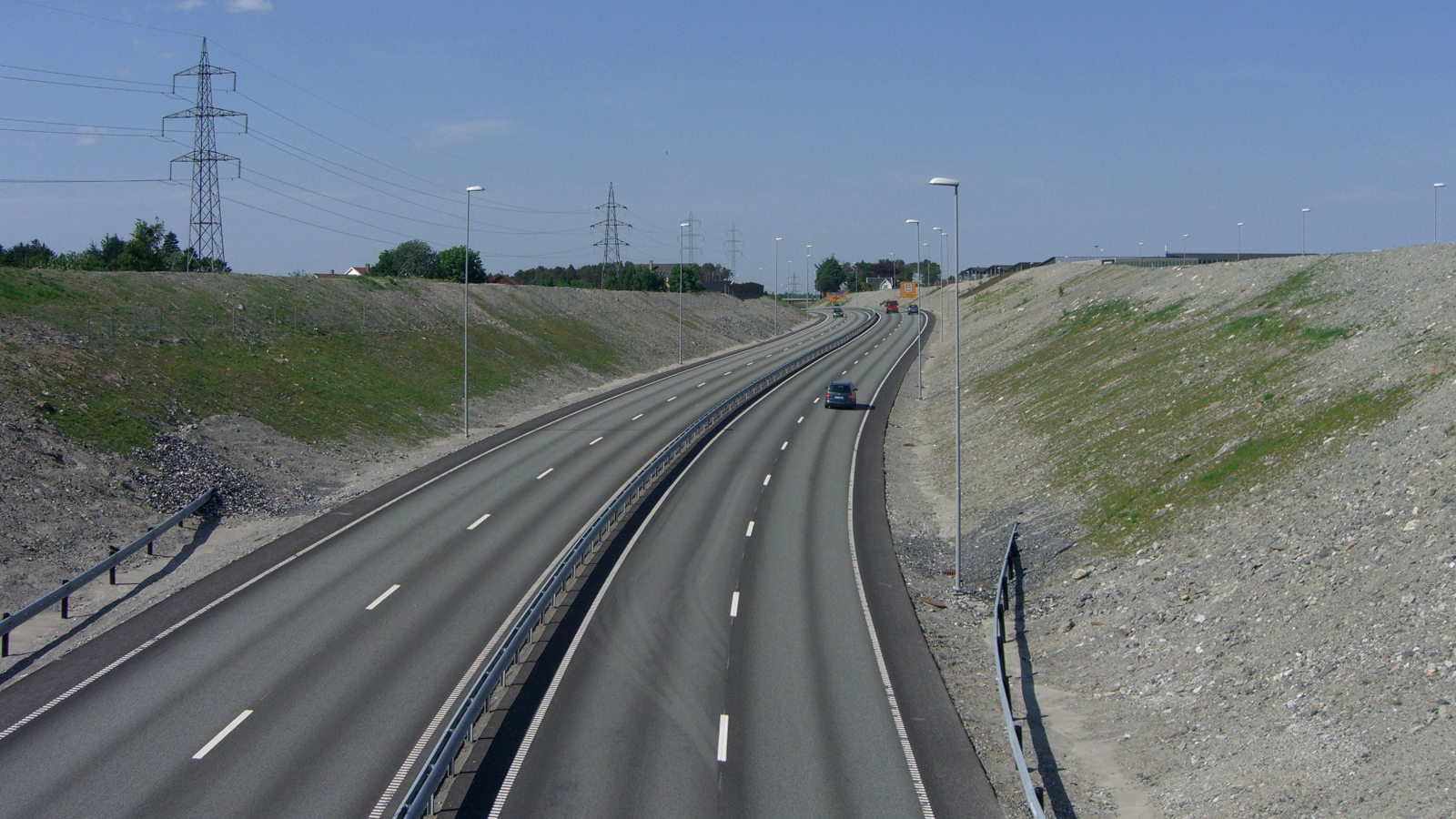
La carretera nacional 44.

Com que Stavanger és una ciutat portuària, té un port comercial amb ferris regulars que la comuniquen amb Newcastle a Anglaterra, Hirtshals a Dinamarca o al port de la localitat de Strand. La línia ferroviària principal comunica la ciutat de Stavanger amb la capital de Noruega, Oslo.
Stavanger és el centre de connexions de diverses de les ciutats més importants del país, sobretot de la costa sud-oest. La ruta europea E39 passa per Stavanger des de Haugesund i pels túnels de Mastrafjord i Byfjord es dirigeix al sud en direcció Sandnes. La carretera del districte 44 (Fylkesvei 44) comença a Stavanger i acaba a Kristiansand, a través de Sandnes i Flekkefjord.
El servei d'autobús local a Stavanger és administrat per Rogaland Kollektivtrafikk (RKT) sota la marca "Kolumbus". Els autobusos són operats per Boreal Transport. RKT administra totes les rutes d'autobús al comtat de Rogaland.
|  | Aeroport | IATA/ICAO | Passatgers (2015) |
|  | -------- | --------- | ----------------- |
|  | Sola     | SVG/ENZV  | 4,501,368         |

## Educació

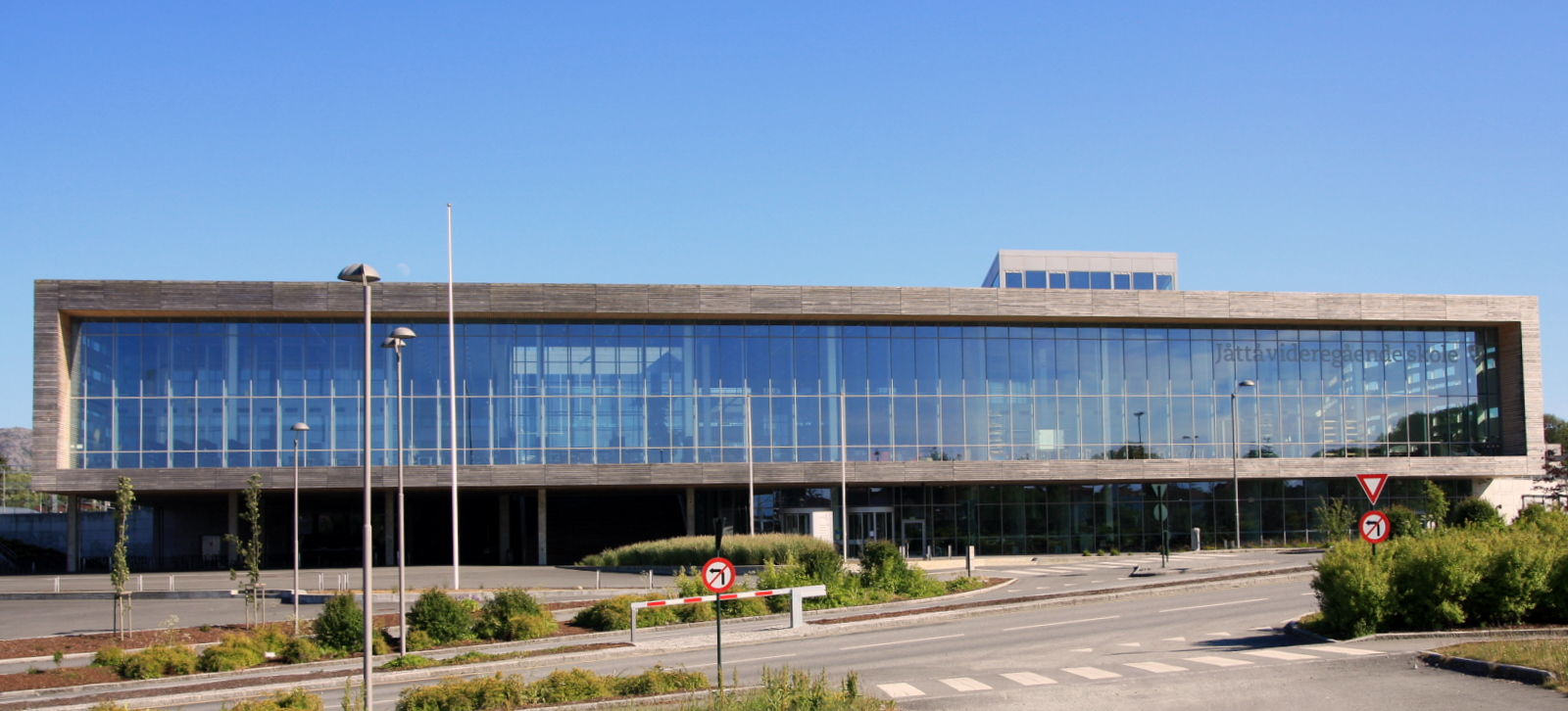
L'institut d'estudis secundària de Jåttå.

La població de Stavanger té un alt percentatge de persones amb estudis universitaris; un 31,3% dels majors de 16 anys amb educació superior, en comparació amb la mitjana nacional de 24,2%.
La Universitat de Stavanger (UiS) va ser inaugurada el 17 de gener de 2005 pel rei Harald V i actualment és una de les més importants del país. Té al voltant de 8.300 alumnes i un grup d'unes 1.200 persones entre administració, professors i personal de serveis. La universitat està dividida en tres facultats:
- Facultat d'Arts i Educació
- Facultat de Ciències Socials
- Facultat de Ciència i Tecnologia

Al seu torn engloben les diferents titulacions que s'ofereixen. El campus principal de la Universitat de Stavanger, Ullandhaug, es troba a uns 4 km del centre de la ciutat, i en aquest es troben les seus de les tres facultats i la majoria de les titulacions, exceptuant el Departament de Música i dansa que se situa en el centre històric de Stavanger, també conegut com a Gamle Stavanger.

## Cultura

### Capital Europea de la Cultura 2008
El lema de la ciutat de Stavanger com a Capital Cultural Europea va ser Open Port15 (en català: «port obert»), fent referència d'una banda al fet que es tracta d'una ciutat de marcat caràcter portuari i d'altra que cerca obrir-se i permetre tota mena de manifestació de noves idees i opinions culturals a més, que esperava com un port obert a tots els visitants i totes les cultures que anessin a la ciutat durant aquell any.

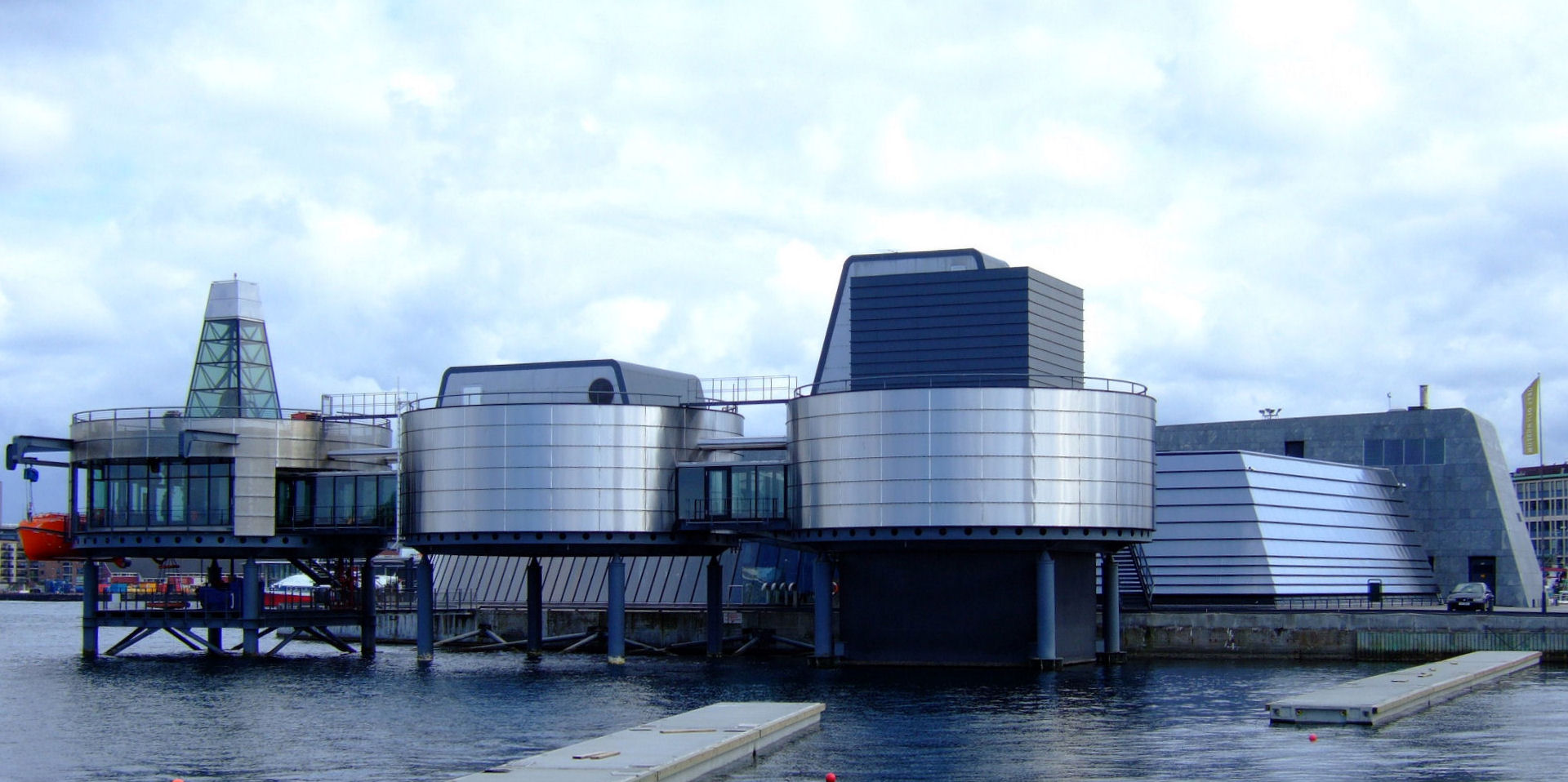
El Museu Noruec del Petroli.

### Museus
La ciutat té una bona quantitat de museus. El més visitat, però, és el Museu Noruec del Petroli, un museu modern i interactiu en el qual es pot veure i conèixer tot el referent a aquest producte. Altres museus coneguts són el Museu Arqueològic; el Museu Marítim; el Museu de Conserves, que és únic al món, dedicat a la indústria conservera tradicional a la regió; el Museu Noruec de la Televisió, dedicat a la història de la comunicació; i el Museu d'art de Rogaland.

### Esglésies

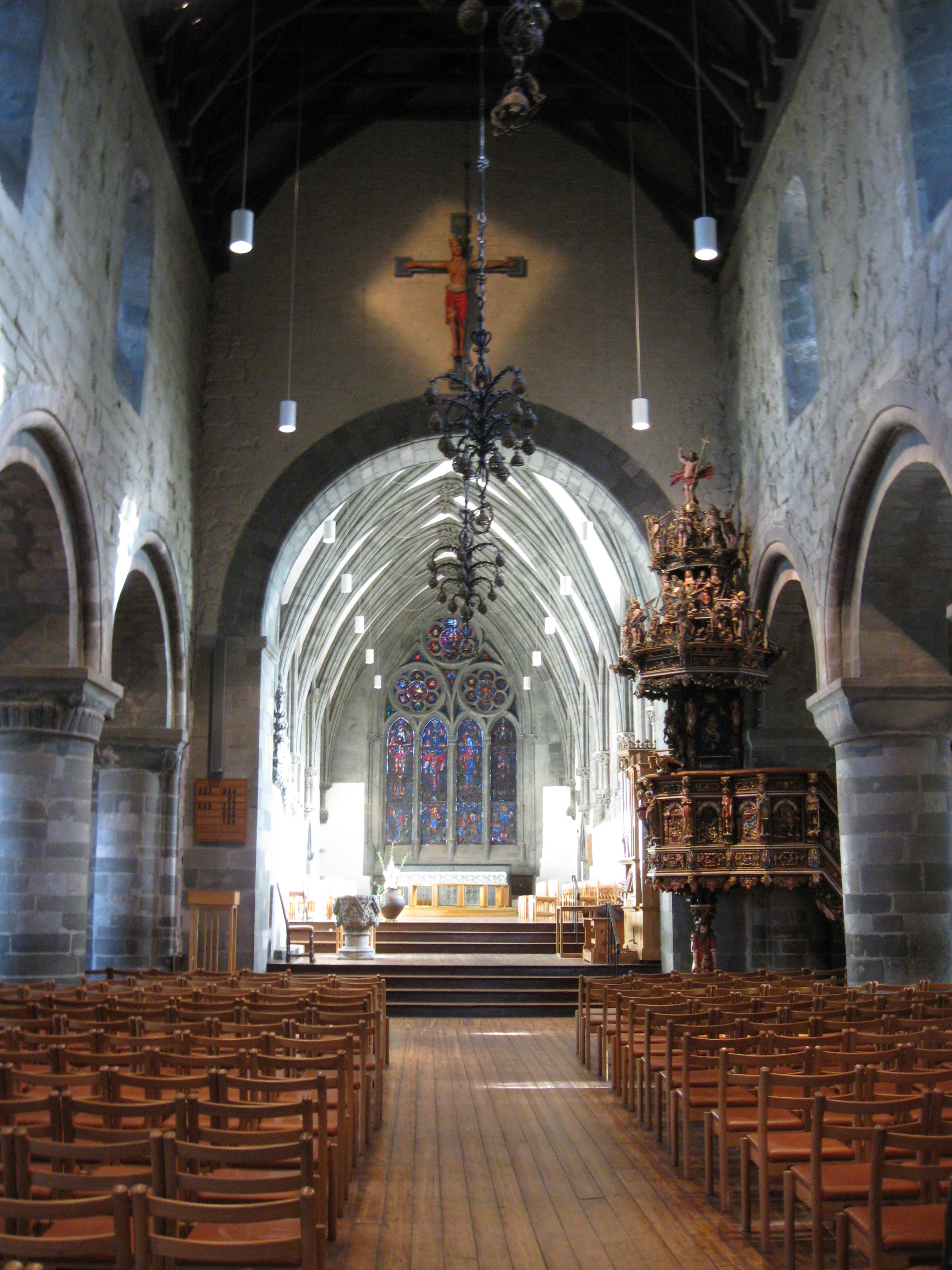
Vista interior de la catedral de Stavanger.

Hi ha dues diòcesis a Stavanger; que el seu torn es desglossen en 17 parròquies i 19 esglésies, la més destacada de les quals és la catedral de Stavanger, erigida el 1150. Aquesta catedral és la més antiga de Noruega, està situada al centre de la ciutat i és la seu de la diòcesi luterana del mateix nom. La construcció és d'estil romànic i gòtic, i el seu material principal és l'esteatita.
| Diòcesi (Prosti)      | Parròquia (Sokn)   | Nom                      | Localització      | Any de construcció |
| --------------------- | ------------------ | ------------------------ | ----------------- | ------------------ |
| Stavanger domprosti   | Stavanger domkirke | Catedral de Stavanger    | Storhaug          | 1150               |
| Stavanger domprosti   | Bekkefaret         | Església de Bekkefaret   | Bekkefaret        | 1977               |
| Stavanger domprosti   | Hundvåg            | Església de Hundvåg      | Hundvåg           | 1983               |
| Stavanger domprosti   | Kampen             | Església de Kampen       | Eiganes og Våland | 1957               |
| Stavanger domprosti   | St. Petri          | Església de St. Petri    | Storhaug          | 1866               |
| Stavanger domprosti   | St. Johannes       | Església de Frue         | Storhaug          | 1854               |
| Stavanger domprosti   | St. Johannes       | Església de St. Johannes | Johannes          | 1909               |
| Stavanger domprosti   | Stokka             | Església de Stokka       | Stokka            | 1974               |
| Stavanger domprosti   | Tjensvoll          | Església de Tjensvoll    | Tjensvoll         | 1978               |
| Stavanger domprosti   | Varden             | Església de Varden       | Varden            | 1967               |
| Ytre Stavanger prosti | Gausel             | Església de Gausel       | Gausel            | 1996               |
| Ytre Stavanger prosti | Hafrsfjord         | Església de Revheim      | Kvernevik         | 1865               |
| Ytre Stavanger prosti | Hillevåg           | Església de Hillevåg     | Hillevåg          | 1961               |
| Ytre Stavanger prosti | Hinna              | Església de Hinna        | Hinna             | 1967               |
| Ytre Stavanger prosti | Madlamark          | Església de Madlamark    | Madlamark         | 1976               |
| Ytre Stavanger prosti | Sunde              | Església de Sunde        | Sunde             | 1984               |
| Ytre Stavanger prosti | Tasta              | Església de Tasta        | Indre Tasta       | 1977               |
| Ytre Stavanger prosti | Vardeneset         | Església de Vardeneset   | Ytre Tasta        | 2000               |
| Ytre Stavanger prosti | Vardeneset         | Capella d'Austre Åmøy    | Austre Åmøy       | 1904               |

### Esport i recreació

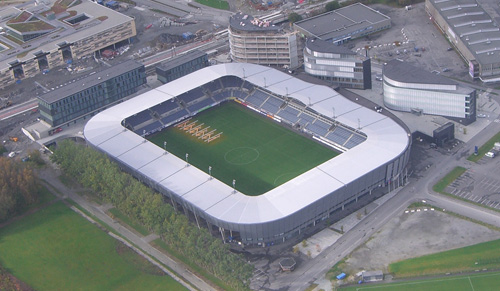
Vista aèria del Viking Stadion, l'estadi de futbol del Viking FK.

L'esport més practicat a Stavanger és el futbol. L'equip més important de la localitat és el Viking fotballklubb, que es troba a la primera divisió de la Lliga Noruega de futbol. Un altre esport destacat és l'hoquei sobre gel, i l'equip més important d'aquest esport a la ciutat és l'Stavanger Oilers.
| Club             | Esport           | Fundació | Lliga       | Lloc           | Entrenador      |
| ---------------- | ---------------- | -------- | ----------- | -------------- | --------------- |
| Viking FK        | Futbol           | 1899     | Tippeligaen | Viking Stadion | Kjell Jonevret  |
| Stavanger Oilers | Hoquei sobre gel | 2000     | GET-ligaen  | DNB Arena      | Pål Gulbrandsen |

## Fills il·lustres
- Fartein Valen (1887 - 1952), compositor.
- Gerard Tonning (1860-?), compositor.
- Christian Lous Lange (1869-1938), historiador, Premi Nobel de la Pau de 1921.
- Stinius Fredriksen (1902- 1977), artista plàstic.
- Arne Dørumsgaard (1921-2006), compositor musical i cantant.

## Ciutats agermanades
Stavanger manté una relació d'agermanament amb les següents localitats:
| - Aberdeen, Escòcia - Antsirabe, Madagascar - Bakú, Azerbaidjan - Esbjerg, Dinamarca - Eskilstuna, Suècia | - Estelí, Nicaragua - Galveston, Estats Units - Harlow, Regne Unit - Houston, Estats Units - Jyväskylä, Finlàndia | - Macaé, Brasil - Massawa, Eritrea - Melbourne, Austràlia - Nablus, Palestina - Neskaupstaður, Islàndia - Netanya, Israel |